# Anochetus kanariensis
Anochetus kanariensis är en myrart som beskrevs av Auguste-Henri Forel 1900. Anochetus kanariensis ingår i släktet Anochetus och familjen myror. Inga underarter finns listade i Catalogue of Life.